# シドニー・ハーバー・ブリッジ
シドニー・ハーバー・ブリッジ (英語: Sydney Harbour Bridge) は、オーストラリア・ニューサウスウェールズ州のシドニーにあるアーチ橋。

## 概要
深く入り組んだポート・ジャクソン湾（シドニー湾）の南岸にあるシドニーと、北岸にある近郊の町を道路と路面電車で繋ぐため、1923年に着工、1932年に完成したシングルアーチ橋である。正式開通は、1932年3月19日。
橋の両端に高さ89 mの石張りの支柱（パイロン）がそそり立ち、ここを支えに巨大な鋼鉄のアーチがかかる。全長は約1,500m、パイロン間の長さは約500 m。アーチの最上部の高さは134mで、建設当時はシドニーで最も高い建物だった。シドニー・オペラハウスと並ぶシドニーのシンボルである。
ノースシドニーとシドニー西部を結ぶハイウェイ（8車線の車道）とシティレールの複線の鉄道線路（路面電車の廃止後に、鉄道用に転用された）に加え、自転車専用道と歩道が走っており、車線が世界一多い橋としても知られている。また、「最も幅の広い橋」としてギネス世界記録の認定を受けていたが、2012年にバンクーバーのポートマン橋に記録を塗り替えられた。
橋の建設のため、植民地時代の名残を残すザ・ロックスの町並みは、その一部が失われてしまった。
パイロン上部の塔の部分は構造的には不要であり、装飾的な理由により付加された。しかし現在では橋の維持管理を行う作業員の事務所などが入っている。
南東のパイロンの中は橋の資料館となっており、観光案内所や土産物店なども入居している。最上部は展望台である。アーチの鉄骨の上を歩いて頂上まで登るスリリングな「ブリッジクライム (BridgeClimb)」のアトラクションも用意されている。
1980年代には道路交通量の増加により、朝夕の渋滞が日常化した。このため、橋の東側に海底トンネルが建設された。シドニー・ハーバートンネルは1992年に完成し、ハーバーブリッジのバイパスとして機能している。北東のパイロンはトンネルの排気口として使われている。
シドニー・ハーバーブリッジは15万台/日の道路交通があり、シドニーで最も忙しい橋となっている。ちなみにオーストラリア全体ではメルボルンのウエストゲート・ブリッジ（20万台）やパースのナローズ・ブリッジ（18万台）の方が上である。

ハーバーブリッジとシドニーの夜景